# Compagnie de l'Union-Suisse
La Compagnie de l'Union-Suisse était une compagnie de l'entreprise ferroviaire suisse, fondée en 1857 à Saint-Gall et antérieure à la nationalisation de 1902. Avec un réseau de 269 km, l'Union-Suisse était la plus petite des cinq grandes compagnies suisses touchées par la nationalisation. Elle passa sous le contrôle des Chemins de fer fédéraux (CFF) le 1er juillet 1902. Elle a fait construire à Bad Ragaz le plus grand pont ferroviaire en bois de Suisse.

## Historique
Dès 1852 des compagnies de chemin de fer locales sont apparues dans l'est de la Suisse. Elles fusionnèrent le 1er mai 1857 pour former la Compagnie de l'Union-Suisse, pour assurer le regroupement du Chemin de fer de la Glatt (Wallisellen-Uster), du Chemin de fer du Sud-Est, qui avait planifié les lignes Rorschach-Rheineck-Coire, Sargans-Weesen-Glaris et Weesen-Rapperswil, et du Chemin de fer Saint-Gall-Appenzell.
Le banquier parisien Isaac Pereire, à la tête du Crédit Mobilier eut une influence prépondérante dans cette fusion : il voulait en effet réaliser une transversale dans les Alpes orientales afin de relier les compagnies ferroviaires françaises du Midi, de l'Ouest et de l'Est aux lignes des Balkans, où il avait des participations importantes.
L'Union-Suisse offrait des liaisons, au départ de Winterthour et de Wallisellen, vers le Lac de Constance, par Saint-Gall et vers Glaris par Uster. Entre Wallisellen et Zurich, le centre névralgique de ce réseau, l'Union Suisse dut se contenter de coexploiter une ligne appartenant aux Chemins de fer du Nord-Est, son grand concurrent le plus proche. Comme la transversale alpine orientale ne se réalisa pas, la ligne du Rheintal (Rorschach-Coire) resta à vocation régionale. Une participation à la ligne du Toggenbourg (sur environ 25 km entre Wil et Ebnat), mise en service en 1870, fut sa dernière extension.
La réalisation de la boucle Winterthour-lac de Constance-Sargans-Uster-Wallisellen nécessita la construction de plusieurs ouvrages d'art imposants dans les Préalpes :
- le viaduc sur la Sitter, à Saint-Gall-Bruggen, chef-d'œuvre d'architecture ferroviaire avec ses piliers métalliques[1] ;
- le viaduc de Goldach, un des plus anciens ponts de pierre en Suisse[1];
- dans la vallée du Rhin, la construction de la voie ferrée fut menée parallèlement à la correction du fleuve[1] ;
- sur le lac de Walenstadt, de nombreux tunnels furent percés[1].

## Matériel roulant
En 1882 la société disposait de 59 locomotives à vapeur, 197 voitures, 965 wagons.